# لاسلو بالوف (مجدف)
لاسلو بالوف (بالمجرية: Balogh László)‏ هو مجدف مجري، ولد في 14 أبريل 1951 في جيور في المجر.

## وصلات خارجية
- لاسلو بالوف على موقع الاتحاد الدولي للتجديف (الإنجليزية)
- لاسلو بالوف على موقع اللجنة الأولمبية الدولية (الإنجليزية)
- لاسلو بالوف على موقع أوليمبيديا (الإنجليزية)